# Castelnau-de-Lévis
Castelnau-de-Lévis é uma comuna francesa na região administrativa da Occitânia, no departamento de Tarn. Estende-se por uma área de 21.42 km², e possui 1.617 habitantes, segundo o censo de 2018, com uma densidade de 75 hab/km².